# Пирра
Пирра (др.-греч. Πύρρα) — персонаж древнегреческой мифологии, дочь Эпиметея и Пандоры, жена Девкалиона. Только она и её муж выжили после Девкалионова потопа и создали новый народ, бросая за спину камни. Пирра стала матерью эпонима эллинов. Она фигурирует в ряде литературных, музыкальных и живописных произведений, созданных в эпоху Нового времени.

## В мифологии
Имя Пирр/Пирра (Πύρρος/Πύρρα) образовано от древнегреческого Πύρρος — «рыжий, огненный». Наиболее ранняя форма этого имени (pu-wa, Purwa) встречается в микенских текстах.
В античных источниках Пирра не имеет самостоятельного значения: это всего лишь персонаж генеалогий и спутница Девкалиона. Древние авторы называют её дочерью титанида Эпиметея и Пандоры — первой женщины, сотворённой Зевсом. Пирра стала женой своего двоюродного брата Девкалиона, сына Прометея; согласно Псевдо-Аполлодору, супруги жили во Фтиотиде, а по данным Паросской хроники — на горе Парнас. Когда Зевс задумал уничтожить людей «медного века», для Пирры и её мужа он сделал исключение. Бог заранее приказал Девкалиону построить ковчег и приготовить там припасы для долгого плавания. Всё человечество погибло из-за насланного Зевсом потопа. Девкалион и Пирра девять суток плавали по морю, а когда страшный ливень прекратился, пристали к берегу. Большинство источников утверждает, что это произошло на склоне Парнаса, но есть мнения в пользу одной из гор Фтиотиды и вулкана Этна на Сицилии.
Пирра и Девкалион не хотели оставаться единственными людьми на земле. Поэтому они попросили Зевса возродить человеческий род и получили совет: бросать через голову «кости праматери Земли». Девкалион догадался, что речь идёт о камнях. Он и Пирра начали бросать камни, и те сразу превращались в людей (брошенные Девкалионом в мужчин, брошенные Пиррой — в женщин). Так возник новый народ, которым правил Девкалион. Оставшуюся жизнь супруги провели, по одним данным, в Опунте Локрийском, по другим — в приморском городе Кинос в Локриде.
Пирра родила мужу множество детей. Это были, по данным разных источников, Эллин (эпоним эллинов, которого некоторые авторы считали сыном Зевса), Амфиктион, Орестей, Кандиб, Протогенея (она родила от Зевса героя Аэфлия), Фия, Пандора, Меланфо или Меланфея.

## Память
В исторические времена путникам в Киносе показывали могилу Пирры. По словам Страбона, в древности вся Фессалия называлась Пиррея в честь жены Девкалиона, а у побережья Фтиотиды находились два островка под названиями Пирра и Девкалион. Вообще Пирра считалась эпонимом множества населённых пунктов и местностей, которые в действительности, по-видимому, получили своё название из-за красноватого цвета земли.
Первым автором, написавшим о превращении камней в людей после потопа, стал логограф VI века до н. э. Акусилай. Предположительно он отталкивался от сходства греческих слов, означавших «камень» и «народ». Этот сюжет использовался в целом ряде комедий (в частности у Эпихарма), ни одна из которых не сохранилась, а также в «Метаморфозах» Овидия. Паросская хроника датирует Девкалионов потоп 1528 годом до н. э., раннехристианские историки в своих хронологических выкладках помещали его между Огиговым потопом и Дардановым и относили ко времени после Ноева потопа; при этом только последний считался всемирным.
Миф о Пирре и Девкалионе обрёл относительную популярность в эпоху Нового времени. Ему посвящены пьесы Генриха Леопольда Вагнера и Ханса Рейфиша (обе под названием «Девкалион»), оперы Луиджи Бернаскони, Пьера Монтана Бёртона, Джузеппе Сарти (все под названием «Девкалион и Пирра»), рельеф Антонио Филарете на вратах базилики Святого Петра в Риме, фреска Бальдассаре Перуцци и другие произведения искусства.
В честь Пирры назван астероид (632) Пирра, открытый в 1907 году.